# Excite
Excite è un portale web internazionale attivo dal 1994.

## Storia

### Primi anni di attività
Excite viene fondata nel 1994 da un gruppo di studenti della Stanford University. Nei primi anni di vita Excite opera come sito autonomo nel nascente web e prosegue nella raccolta di capitali apportati da nuovi soci. Nel gennaio 1996 Excite acquista due motori di ricerca, Magellan e WebCrawler, che vengono rapidamente integrati facendo di Excite uno dei primi motori di ricerca a livello mondiale. Nello stesso anno vengono firmati contratti per la fornitura di servizi a Netscape, Microsoft ed Apple.
Due anni dopo (gennaio 1998), forte di una crescita che ne aveva fatto uno dei protagonisti di internet, Excite entra in trattative con Yahoo; l'accordo tuttavia non va in porto e la proprietà di Excite passa alla società @Home. In questi anni Excite investe anche nelle reti di telefonia, se pure limitatamente agli Stati Uniti.
Nel biennio successivo due elementi caratterizzano l'evoluzione di Excite. Da un lato lo storico ruolo di motore di ricerca viene ridimensionato dall'ascesa di AltaVista prima e di Google dopo. Come molti altri siti in quegli anni anche Excite abbraccia la filosofia del portale ampliando la serie di servizi offerti tra cui una delle prime e più apprezzate webmail. L'altro carattere dominante di quegli anni è la diffusione a livello internazionale con l'apertura di siti autonomi nei principali paesi. Risale proprio al 1999 l'arrivo della versione italiana di Excite grazie ad un accordo di collaborazione con Telecom Italia.

### Crisi e riorganizzazione
Gli anni 2000 e 2001 sono caratterizzati da una serie di disavventure finanziarie amplificati dalla crisi delle "dotcom". Nell'ottobre 2001 la società Excite @Home dichiara fallimento e le sue attività vengono smembrate. La rete viene ceduta a AT&T per 307 milioni di dollari. Il marchio ed i servizi nel nord America diventano proprietà di iWon nel dicembre 2001. Le attività europee invece vengono cedute alla filiale italiana Excite Italia.
A sua volta Excite Italia viene acquistata nel 2002 dal gruppo Tiscali che ne rilancia le attività rivitalizzando le versioni nazionali in Italia, Francia, Gran Bretagna, Germania, Spagna e Paesi Bassi.
In seguito esistettero quindi due diverse realtà con il logo Excite. Negli USA il sito fece capo prima ad iWon, in seguito ad Ask.com, ed infine a IAC. Nel 2024 il sito è ancora operativo.
Le attività europee invece sono passate di mano nel maggio 2005 quando Excite viene acquisita da Ask.com. Nel 2007 il network europeo di Excite viene acquisito dalla società GoAdv, che tenta il rilancio del marchio a livello europeo. In seguito alla crisi della socitetà italo-irlandese GoAdv, il gruppo europeo Excite passa sotto il controllo della società irlandese Pearch Digital. Nel corso del 2024 il dominio viene acquisito da una nuova entità, e presenta contenuti pubblicitari generati con intelligenza artificiale generativa.

## Servizi
Storicamente, i portali Excite presenti nel mondo erano caratterizzati da una offerta ampia di servizi. Tra questi una casella di posta elettronica, a cui però si sono aggiunti molti altri prodotti, dai blog al meteo, dall'oroscopo agli elenchi telefonici. In più era presente una sezione dedicata alle notizie che puntava molto anche sul gossip e sulle gallerie fotografiche. Da marzo 2015 è stato chiuso il servizio di posta elettronica. Il portale italiano non viene aggiornato da anni.